# Сражение при Мобекке
Сраже́ние при Мо́бекке (дат. Slaget ved Mobecca) — сражение между Швецией и Норвегией в Датско-шведской войне. В ходе сражения шведский передовой отряд численностью около 300 человек, прикрывавший главные силы шведов был атакован норвежскими силами численностью в 800 человек Бернхарда Дитлефа фон Стаффельдта, однако вышел из боестолкновения победителем.